# Łacina ludowa

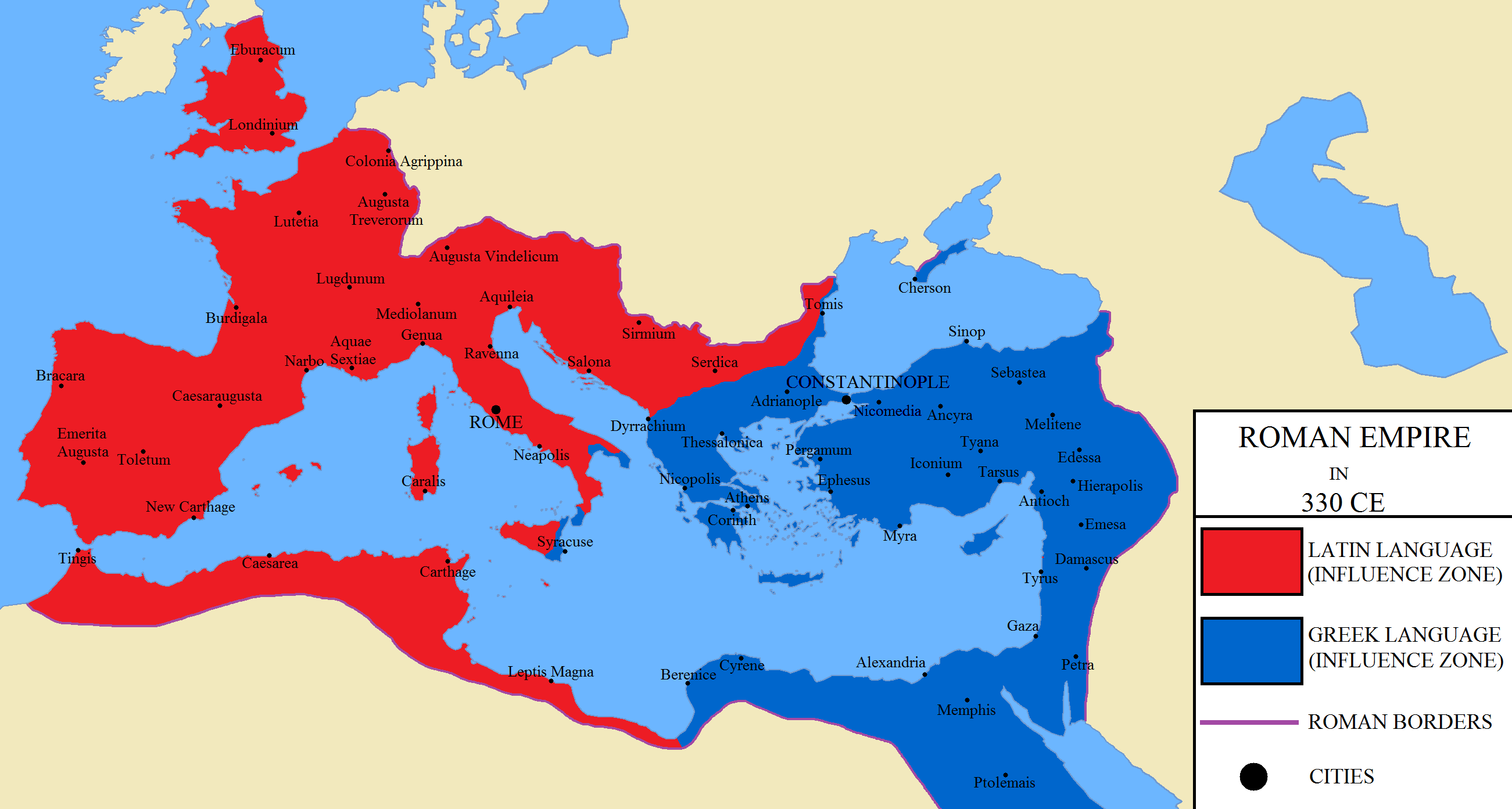
Obszary łacińskojęzyczne lub pozostające pod silnym wpływem łacińskim w późnym Cesarstwie Rzymskim (zaznaczone na czerwono)

Łacina ludowa, także łacina potoczna, język praromański (łac. sermo vulgaris „mowa plebejska”) – jedna z dwu odmian łaciny, która używana była na obszarze starożytnego Imperium Rzymskiego, a mianowicie ta będąca codziennym językiem mówionym przeciętnego Rzymianina (w przeciwieństwie do języka literackiego, kulturalnego). Łaciną ludową mówiły szerokie masy społeczeństwa rzymskiego pozostające poza lub pod małym wpływem szkoły i modeli literackich, czyli rzemieślnicy, żołnierze, kupcy, wieśniacy, ale posługiwali się nią na co dzień także wykształceni politycy i pisarze w rozmowach prywatnych, w kontaktach z członkami rodziny, przyjaciółmi czy służbą.
Chociaż różnice między językiem potocznym a kulturalnym obecne były prawdopodobnie już wcześniej, po raz pierwszy uwidoczniły się one wyraźnie w tekstach epoki cesarza Augusta. W miarę upływu lat to zróżnicowanie jeszcze bardziej się pogłębiało (głównie na skutek oddziaływania szkoły, która widziała w łacinie klasycznej wzór do naśladowania), aż doszło wreszcie do przerodzenia się łaciny w języki romańskie. Zmiany, które dotyczyły żywego języka mówionego, obejmowały wszystkie płaszczyzny systemu językowego: fonetykę, morfologię, składnię i słownictwo.

## Źródła wiedzy o łacinie ludowej
Wyobrażenie o łacinie ludowej dają z jednej strony nieliczne dokumenty czy teksty, które ze względu na swoją formę i treść określić można jako potoczne, jak również wypowiedzi samych Rzymian na temat potoczności danego zjawiska językowego, z drugiej zaś współczesne języki romańskie, w szczególności elementy wspólne dwóm lub większej liczbie tych języków.
Źródła te pogrupować można w następujący sposób:
1. niektóre dzieła różnych autorów łacińskich, m.in.:
  - Plauta, który jednak tworzył przed ostatecznym wykształceniem się normy literackiej, a więc odstępstwa od niej to niekoniecznie elementy łaciny ludowej
  - Cycerona, przy czym w rachubę nie wchodzą jego mowy czy traktaty filozoficzne, lecz prywatna korespondencja (do brata Kwintusa i do przyjaciela Attyka)
  - Horacego (w satyrach) i epigramatyków, choć elementów ludowo-potocznych jest tam raczej niewiele
  - Petroniusza, któremu przypisuje się autorstwo Satyriconu, dzieła wyjątkowo ważnego dla znajomości łaciny ludowej, prawdopodobnie jedynego, które zostało całkowicie świadomie napisane w języku potocznym[7]
2. teksty o charakterze nieliterackim, najczęściej o tematyce technicznej i medycznej, np.
  - traktat inżynieryjny O architekturze ksiąg dziesięć (łac. De architectura libri decem) Witruwiusza
  - dzieło dotyczące weterynarii autorstwa Klaudiusza Hermerusa, pochodzące prawdopodobnie z drugiej połowy IV w. n.e. (łac. Mulomedicina Chironis)
  - zbiór ok. 2500 recept Marcellusa Empiryka z V w. pt. Księga o lekarstwach (łac. De medicamentis liber)
3. inskrypcje, zwłaszcza te pisane przez prostych ludzi, np. na murach w Pompejach i Herkulanum, jak też napisy nagrobne, teksty wotywne, tablice zaklęć (łac. tabellae defixionum) itp.
4. tłumaczenia z języka greckiego (np. różnych fragmentów Biblii, zwane zbiorczo Vetus Latina) oraz teksty autorów chrześcijańskich (m.in. Podróż Aetherii do miejsc świętych, łac. Peregrinatio Aetheriae ad loca sancta)
5. uwagi gramatyków łacińskich, m.in. Warrona, Serwiusza Honorata (komentatora dzieł Wergiliusza), św. Augustyna, Konsentiusza (w jego traktacie O barbaryzmach i błędnych zmianach, łac. De barbarismis et metaplasmis); szczególnie cennym źródłem jest Dodatek do Probusa (łac. Appendix Probi), pochodzący prawdopodobnie z IV w. niewielki słownik błędów językowych
6. glosy, dotyczące poszczególnych słów, i obszerniejsze od nich scholia (łączone niekiedy w zbiory, będące pierwowzorem współczesnych słowników)
7. inne teksty, np. kroniki, żywoty świętych, akty prawne (jak Edykt Rotara i in.)
8. współczesne języki romańskie, na których podstawie można rekonstruować również elementy łaciny ludowej niezachowane w dawnych przekazach piśmiennych (w takich przypadkach rezultatem jest jedynie hipoteza o większym lub mniejszym stopniu prawdopodobieństwa, nie zaś bezsprzeczne zjawisko potocznego języka łacińskiego).

## Zróżnicowanie dialektalne
Wymienione wyżej teksty i inskrypcje nie są zróżnicowane pod względem dialektalnym, co mogłoby świadczyć o istnieniu zwartej jedności językowej łaciny ludowej aż do czasów późnej starożytności. Jednak współczesne języki romańskie wskazują na pewną jej dyferencjację w poszczególnych prowincjach, i to już od samego początku. W okresie silnej dominacji stolicy różnice między Rzymem, Hiszpanią, Galią, Dacją itd. były jeszcze zapewne niewielkie, ale bez wątpienia istniały. Wynikały one głównie stąd, że ludność podbijana przez Rzymian w różnych częściach Europy należała do różnych grup etnicznych i mówiła różnymi językami, a więc i ich latynizacja przebiegała w nieco inny sposób. Jednak wraz z upadkiem cesarstwa rzymskiego pod koniec V w. zerwana została ostatecznie więź łącząca stolicę z prowincjami i rozpoczęła się wzmożona dyferencjacja językowa, powodowana nie tylko odmiennym substratem, ale także brakiem kontaktów pomiędzy poszczególnymi terenami uprzednio zlatynizowanymi, jak również naturalną, wielokierunkową ewolucją języka.

### Przykłady
Oto kilka przykładów zróżnicowania dialektalnego łaciny ludowej, mających odzwierciedlenie w językach romańskich:
- zanik samogłoski w przedostatniej sylabie krótkiej na zachodzie obszaru romańskiego wobec jej utrzymania w centrum i na wschodzie, np. łac. pectĭnem „grzebień” (biernik liczby pojedynczej od łac. pecten) dało fr. peigne i hiszp. peine (dwusylabowe), ale wł. pettine i rum. pieptene (trójsylabowe)
- udźwięcznienie na zachodzie spółgłosek p, t, k, ts między samogłoskami, np. łac. focus „ogień” dało hiszp. fuego, ale wł. fuoco i rum. foc
- zachowanie w funkcji mianownika liczby pojedynczej rzeczowników rodzaju męskiego dawnej formy biernika w centrum i na wschodzie wobec dawnego mianownika na zachodzie, np. wł. sole i rum. soare „słońce” pochodzą z łac. solem (biernik), natomiast hiszp. sol czy port. sol pochodzą z łac. sol (mianownik)
- zróżnicowanie geograficzne widoczne jest szczególnie wyraźnie w słownictwie, np. łac. domus „dom” zachowało się jedynie w sard. domo, większość języków romańskich kontynuuje łac. casa „chata” (por. hiszp. casa, wł. casa, rum. casă), z kolei fr. maison wywodzi się od łac. mansionem (biernik) „pobyt, miejsce pobytu”.

## Cechy charakterystyczne

### Fonetyka
Zmiany fonetyczne, które zaszły w łacinie ludowej, objęły akcent, iloczas, wymowę samogłosek i spółgłosek:
- akcent, mający zapewne w łacinie klasycznej charakter toniczny, przekształcił się w dynamiczny; nastąpiło to przed końcem IV w. n.e.
- miejsce akcentu uległo w wielu wypadkach przesunięciu bądź do przodu, bądź do tyłu, np. pálpebra > palpébra „powieka”, vigínti > víginti „dwadzieścia”
- opozycja iloczasowa zanikła, najpierw w odniesieniu do samogłosek w sylabach poakcentowych, później zaś już wszystkie sylaby nieakcentowane zaczęto traktować jako krótkie
- nastąpiła zmiana barwy wielu samogłosek, co było skutkiem zaniku iloczasu: długie ē oraz ō miały tendencję do zwężania artykulacji, natomiast krótkie ĕ, ŏ oraz ĭ, ŭ – do jej rozszerzania
- dyftongi uległy monoftongizacji: ae oraz oe > e, au > o
- synkopie, czyli redukcji i wreszcie zanikowi, ulegały niektóre samogłoski krótkie (głównie wąskie) między spółgłoskami, np. dom(i)nus „pan”, oc(u)lus „oko”
- wyrazy rozpoczynające się od zbitek spółgłoskowych sp-, st-, sc- otrzymywały protezę w postaci samogłoski e lub i, np. spiritum > espiritum „duch”, schola > iscola „szkoła”
- niektóre spółgłoski uległy zanikowi:
  - h zanikło wszędzie bez śladu, np. honor > onor „zaszczyt”
  - końcowe m zanikło, pozostawiając pierwotnie nosowość w poprzedzającej samogłosce, ale później i ona traciła swój charakter nosowy, np. idem > idẽ > ide „ten sam”
  - n w środku wyrazu ulegało często zanikowi, głównie przed spółgłoskami s oraz f, np. mensa > mesa „stół”
- zmieniła się wymowa niektórych spółgłosek:
  - v, które w łacinie klasycznej miało artykulację dwuwargową [u̯] (MAF: [w]), przekształciło się w wargowo-zębowe [v] albo zwarte [b]; równolegle miało miejsce przekształcanie się spółgłoski b w [v]
  - c, w epoce klasycznej wymawiane zawsze jako [k], uległo przed samogłoskami przednimi palatalizacji, przechodząc w [c] (MAF: [t͡s]) albo [č] (MAF: [t͡ʃ]), częściowo z dalszymi przekształceniami, por. np. łac. centum [kentum] „sto” wobec wł. cento, fr. cent i hiszp. ciento
  - g w pozycji przed e lub i zmieniło się w [j], np. agebat „prowadził” > aiebat
  - połączenie -dj- przeszło regularnie w [jj], np. adiutor „pomocnik” > aiutor.

### Morfologia
Zmiany morfologiczne dotyczyły zarówno nominalnych części mowy (rzeczowników, przymiotników, zaimków), jak i werbalnych (czyli czasowników) i polegały głównie na redukcji form odmiany:
- w odniesieniu do rzeczowników obserwuje się następujące zjawiska:
  - doznały one zmniejszenia liczby paradygmatów, głównie poprzez likwidację czwartej i piątej deklinacji (rzeczowniki czwartej deklinacji przeszły na ogół do drugiej, natomiast rzeczowniki piątej deklinacji – do pierwszej)
  - zredukowana została liczba przypadków, co objęło: zanik rozróżnienia mianownika i biernika, wyjście z użycia wołacza, syntetyczny dopełniacz został zastąpiony analityczną konstrukcją ex / de + ablativus, celownik zaś – przez ad + accusativus
  - eliminacji uległ także rodzaj nijaki rzeczowników
- w zakresie przymiotników i przysłówków:
  - podobnie jak u rzeczowników zredukowana została liczba przypadków i paradygmatów przymiotnikowych
  - spore zmiany zaszły w sposobie stopniowania przymiotników i przysłówków (stopniowanie syntetyczne było zastępowane analitycznym, z wykorzystaniem plus lub magis)
- jeśli chodzi o liczebniki, to oprócz zmian w formie i deklinacji uwagę zwraca wykształcenie się z liczebnika unus „jeden” rodzajnika nieokreślonego
- zaimki doznały wielu przekształceń fonetycznych i morfologicznych, jednak podkreślić trzeba dłuższe niż w przypadku rzeczowników utrzymanie się form dopełniacza i celownika; z zaimka ille „tamten” (rzadziej ipse „sam”) wyewoluował rodzajnik określony
- w odniesieniu do czasowników obserwuje się przede wszystkim:
  - zastępowanie form syntetycznych przez konstrukcje opisowe (dotyczy to m.in. strony biernej, czasu przyszłego, trybu warunkowego)
  - zanik wielu form bez śladu, np. supinum czy gerundium (oprócz ablatiwu)
  - liczne przesunięcia czasowników pomiędzy koniugacjami (głównie przejścia z trzeciej, a także z drugiej do czwartej koniugacji, ponadto pomiędzy drugą a trzecią koniugacją).

### Składnia
Składnia łaciny ludowej była zasadniczo prostsza od składni klasycznej, charakteryzowała się mniej rozbudowaną i nie tak skomplikowaną strukturą zdania. Unikano konstrukcji hipotaktycznych (czyli zdań podrzędnie złożonych), co zwalniało jednocześnie z obowiązku stosowania skomplikowanych zasad następstwa czasów i trybów. Ze zjawisk bardziej szczegółowych wymienić można:
- umieszczanie orzeczenia na drugim miejscu w zdaniu (tj. po podmiocie) lub nawet na jego początku, w przeciwieństwie do zazwyczaj końcowej pozycji orzeczenia w łacinie klasycznej
- bardzo rzadkie stosowanie konstrukcji accusativus cum infinitivo (zastępowanej przez zdania dopełnieniowe ze spójnikiem quod „że”) oraz ablativus absolutus (z kilkoma odpowiednikami w łacinie ludowej)
- wzmacnianie negacji za pomocą wyrazów oznaczających coś bardzo małego, jak np. mica „kruszyna”, gutta „kropla”, passus „krok” czy punctum „punkt” (por. fr. ne pas, fr. ne point, rum. nimic itp.)
- eliminacja partykuł pytajnych -ne, an, num, nonne i tworzenie pytań za pomocą intonacji
- znaczne ograniczenie liczby spójników podrzędnych (w łacinie ludowej używanych było zaledwie kilka z nich, jak np. quod, quia dla zdań celowych, skutkowych i przyczynowych czy quando dla zdań czasowych).

### Słownictwo
Informacje na temat różnic leksykalnych pomiędzy łaciną klasyczną a ludową są skąpe, ale można tu zaobserwować dwa kierunki zmian: z jednej strony pewne wyrazy zanikają i zastępowane są innymi, z drugiej natomiast dochodzi do zmian znaczeniowych, polegających najczęściej na zawężeniu, rozszerzeniu lub przesunięciu znaczenia danego słowa (np. tempestas „pogoda” > „zła pogoda, burza”, panarium „koszyk na chleb” > „koszyk (w ogóle)”, testa „naczynie gliniane” > „głowa”). Nierzadko synonimy łacińskie wyspecjalizowały się stylistycznie i używane były częściej bądź to w języku literackim, bądź potocznym (np. klas. ager – lud. campus „pole”, klas. lapis – lud. petra „skała”, klas. genitores – lud. parentes „rodzice”, klas. omnis – lud. totus „cały”). Zastępowane przez nowe słowa były często wyrazy o nieregularnej odmianie lub bardzo krótkie, jedno-, dwusylabowe (np. ferre „nieść” > portare, res „rzecz” > causa, scire „wiedzieć” > sapere). Wiele innowacji leksykalnych znaleźć można wśród wyrazów nazywających pojęcia wynikające z odmiennych warunków społecznych, politycznych, kulturalnych czy ekonomicznych, np. w zakresie słownictwa religijnego (por. ecclesia „kościół”, baptizare „chrzcić”).